# NGC 1514
NGC 1514 je planetární mlhovina v souhvězdí Býka. Objevil ji anglický astronom William Herschel 13. listopadu 1790.
Odhady její vzdálenosti od Země se mezi jednotlivými zdroji velmi liší. Podle dat ze sondy Gaia se v roce 2018 odhadovala na 1 520 světelných let.
Na obloze se nachází v severní části souhvězdí těsně u hranice se souhvězdím Persea. Její ústřední hvězda má magnitudu 9,3 a jako mlhavá hvězdička je tedy vidět i malými dalekohledy, ale její plynnou obálku ukážou až větší dalekohledy.
Tuto mlhovinu objevil William Herschel 13. listopadu 1790, popsal ji jako „velice zvláštní jev“ a tento objev ho donutil znovu promyslet jeho představy o stavbě vesmíru. Do té doby byl totiž Herschel přesvědčen, že se všechny mlhoviny skládají z velkého množství tak vzdálených hvězd, že se nedají rozlišit, ale zde viděl jedinou hvězdu „obklopenou slabě zářící obálkou“. Z toho usoudil následující: „Náš odhad, který se můžu odvážit říct, je takový, že mlhovina kolem této hvězdy nemá hvězdnou podstatu.“
Tato mlhovina s dvojitou obálkou se dá popsat jako „jasná kulatá amorfní planetární mlhovina“, má poloměr asi 65″ a slabé halo o poloměru 90″.
Skládá se z vnější a vnitřní obálky a jasných skvrnek.
Také se dá popsat jako „hrudkovitá mlhovina složená z mnoha malých bublin“ s poněkud vláknitou strukturou ve vnější obálce. Infračervená pozorování ukázala, že tuto mlhovinu obklopuje rozsáhlá oblast prachu o průměru 8,5 světelných let (2,6 parseků). Souhrnná hmotnost plynu a prachu je 2,2 ± 1,4 hmotností Slunce.
Původcem mlhoviny je dvojhvězda, která má v katalogu Henry Draper Catalogue označení HD 281679. Jasná viditelná složka je hvězdný obr na vodorovné větvi Hertzsprungova–Russellova diagramu a má hvězdnou klasifikaci A0III, ale mlhovinu vytvořil její méně jasný průvodce, který je velmi horký a má klasifikaci jako typ O. Během vzniku mlhoviny měla tato dvojhvězda společnou obálku a měla dobu oběhu 4 až 9 dní. Počáteční hmotnost hvězdy, která je původcem mlhoviny, se odhaduje na 4,5 hmotností Slunce a když se přiblížila k asymptotické větvi obrů, zaplnila Rocheův lalok, hmota se začala přelévat na druhou hvězdu a obě hvězdy se k sobě začaly přibližovat po spirální dráze, protože svou orbitální energii přelévaly do rozpínající se obálky.